# استیو بریسی
استیو بریسی (انگلیسی: Steve Bracey; ۱ اوت ۱۹۵۰ – ۱۴ فوریهٔ ۲۰۰۶) بازیکن بسکتبال اهل ایالات متحده آمریکا بود. از باشگاه‌هایی که در آن بازی کرده‌است می‌توان به آتلانتا هاوکس و گلدن استیت واریرز اشاره کرد.